# Vinicius Piedade
Vinícius Piedade (São Paulo, 21 de outubro de 1980) é um ator, diretor e escritor brasileiro.
É dos artistas de teatro brasileiros que mais se apresenta pelo mundo com seus espetáculos, tendo se apresentado em mais de dezoito países de cinco continentes. 

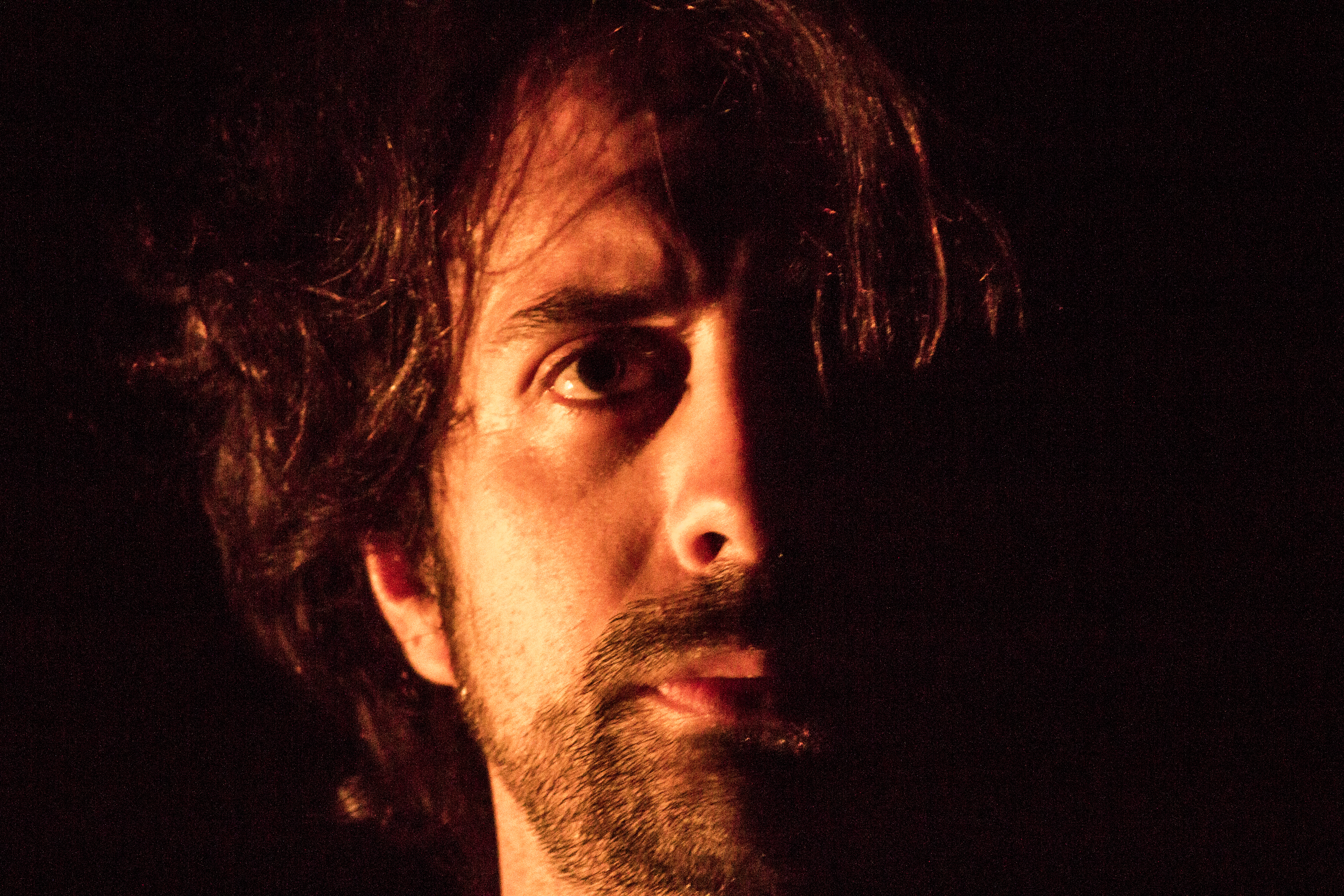

Iniciada no ano 2000, a pesquisa realizada por Vinicius Piedade se caracteriza por concentrar discussões sobre a condição do sujeito contemporâneo e a investigação de assuntos pertinentes a todos, como a identidade, a liberdade e mesmo o viver em sociedade. Seu início é marcado pela construção do espetáculo solo CARTA DE UM PIRATA que estreou no ano de 2003, no qual um personagem, desejando se isolar da vida em sociedade, irá se lançar numa aventura ao embarcar num navio pirata, realizando um trajeto ao longo do qual descobrirá a impossibilidade de abandonar sua condição humana e social, mesmo distante das cidades e das leis que as regulam. Ao se distanciar de terra firme, ele passa a olhar o mundo e sua vida em perspectiva. Como que para refletir a vida em sociedade, ele precisasse se afastar dela. 
      Com esta montagem, que foi criada a partir do projeto Solos do Brasil, onde teve contato com referências na linguagem solo, como Luis Louis, Antonio Abujamra, Gianni Ratto e Denise Stoklos, teve a oportunidade de explorar situações cênicas variadas, ao apresentar a peça em diferentes espacialidades – grandes teatros, acampamentos sociais, auditórios de universidades, pátios de escolas e presídios. Com uma circulação bastante ampla, que o conduziu por dezenas de cidades de quase todos os estados do Brasil, foi possível realizar um número importante de encontros com educadores, produtores e agentes culturais, com os quais pode refletir sobre o papel do teatro na construção da subjetividade de sujeitos que, muitas vezes, não possuem nenhum acesso à experiência teatral por meios formais.
      A experiência de encenar a obra em espaços de confinamento, especialmente nos presídios pelos quais a peça passou, conduziu a uma parceria com o escritor Saulo Ribeiro que culminaria na construção do texto que daria origem ao espetáculo seguinte, CÁRCERE, um solo que apresenta a situação de um músico preso por tráfico de drogas que está prestes a vivenciar uma rebelião na cadeia, discutindo a liberdade, o aprisionamento e a morte de forma poética. Com essa obra seu trabalho conquistou uma dimensão internacional incomum, sendo realizado em diversos países de cinco continentes. A obra, traduzida para quatro idiomas, ganhou também uma publicação em livro rapidamente esgotada.
      Em seguida, veio INDIZÍVEL, texto em parceria com Aline Yasmin, que também discute a condição do sujeito contemporâneo,  a partir da perspectiva de um deficiente visual em busca da sua identificação com o mundo que o cerca.
Como performer atuou em shows da trupe O Teatro Mágico, em várias cidades do país, em 2007 e 2008.
      Em 2012, estreou no SESC Consolação em São Paulo a obra IDENTIDADE(...) na qual apresenta um publicitário que perde a memória e precisará reconstituir sua trajetória a partir da relação com sua profissão e seus amigos.

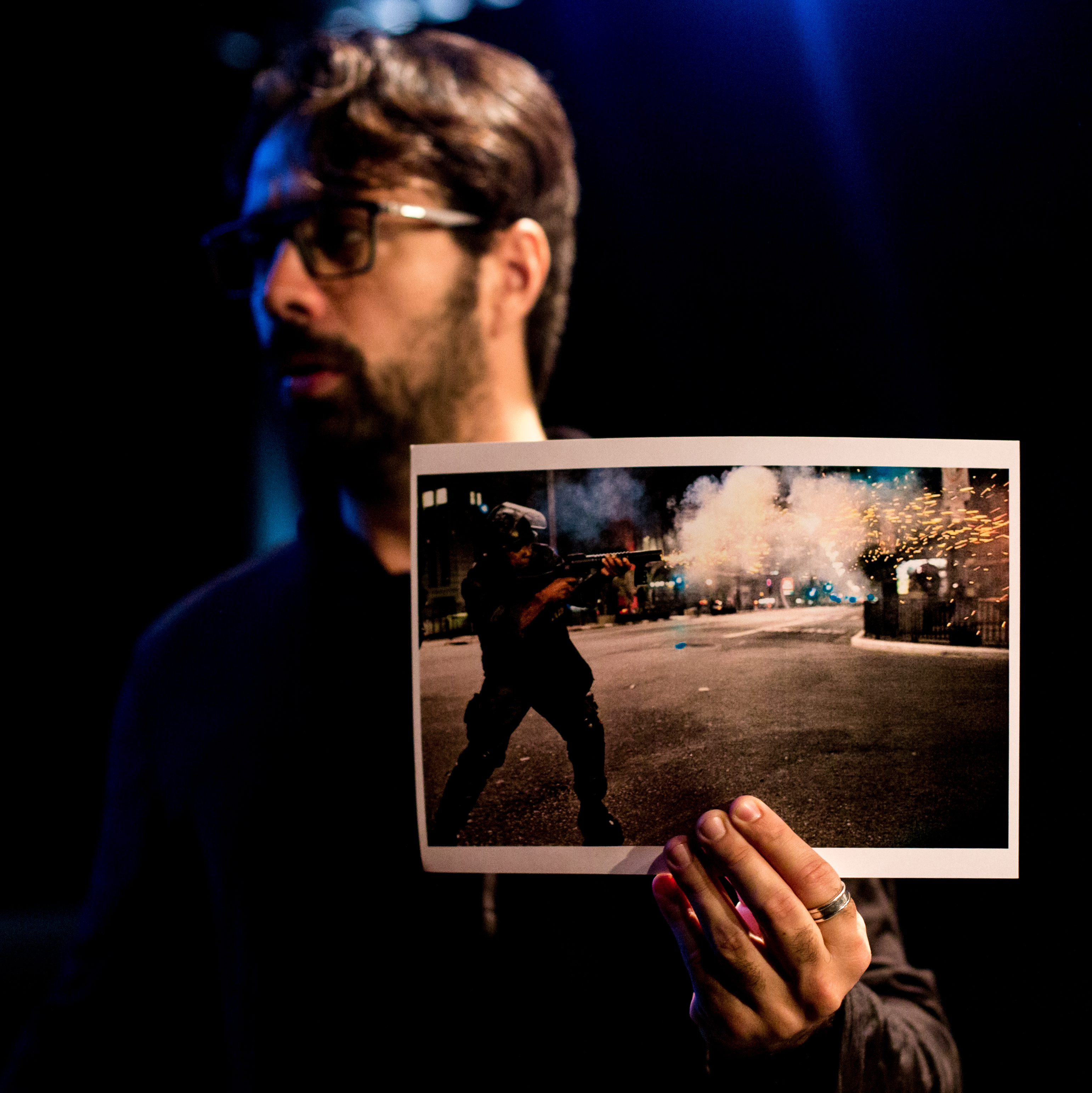

      Em 2017 estreou dois espetáculos que também se mantém em repertório. PAIS E FILHOS (ou Lasanha de Berinjela 1) tem texto e direção de Piedade e conta com a atuação de Evas Carretero e Roberto Borenstein. A peça narra o reencontro de um pai advogado com um filho artista plástico depois de tempos de distância. Já IRMÃOS (ou Lasanha de Berinjela 2) que escreve, dirige e contracena com Marta Caetano traz o rompimento de dois irmãos quando ele decide publicar um livro contando a vida dela sem sua autorização.
      Em 2019 criou através do fomento do ProAC Montagens Inéditas do estado de São Paulo seu quinto trabalho solo, HAMLET CANCELADO que conta com parceiros fundamentais como o filósofo e performer Flavio Tonnetti com quem escreveu o texto e o ator e diretor Fábio Vidal que fez a orientação de encenação. A obra leva a cena um figurante do que seria a grande montagem de Hamlet que inconformado com seu cancelamento decide fazer sozinho a peça.
Também em 2019, Piedade estreou DIÁRIO SECRETO DE UMA SECRETÁRIA BILÍNGUE que escreveu e dirigiu ao lado de Deborah Finocchiaro que também atua no solo. Na obra uma secretária recém demitida faz um diário sobre seus últimos dias na empresa em que dedicou boa parte do seu tempo de vida.
      Com esses espetáculos, Vinícius Piedade circulou por quase todos os estados do Brasil, além de se apresentar em outros 17 países distribuídos em 5 continentes. No continente asiático as apresentações ocorreram na China (Macau) e na Índia (Manipur e Guwahati). Na Europa os trabalhos aconteceram na Alemanha (Berlim, Kiel, Bonn, Munique e Stuttgart), na Rússia (Orel e Moscou), na República Tcheca (Cheb), na Suíça (Berna e Zurique), na França (Paris), na Espanha (Barcelona e Madrid), em Portugal (Lisboa, Porto, Ilha da Madeira, Estarreja, Barcelos, Alverca do Ribatejo, Albufeira, Póvoa de Varzim, Setúbal, Matosinhos, Tondela, Arcos de Valdevez, Castelo Branco, Ponte de Lima, Guarda e Sesimbra), na Armênia (Erevan), na Lituânia (Visagina) e na Turquia (Istambul e Izmir). Na América do Norte nos Estados Unidos (Nova York); na África em Cabo Verde (Mindelo, Ilha do Sal e Praia) e em Angola (Luanda); e na América Latina na Bolívia (Cochabamba) e na Argentina (Rosário).
      Graças às pesquisas sobre o corpo do ator e da narrativa na concepção de espetáculos solo, Piedade tem sido convidado a representar o Brasil participando de Festivais de Teatro no mundo todo para, além dos espetáculos, oferecer workshops e cursos de formação e divulgação de seus processos artísticos.

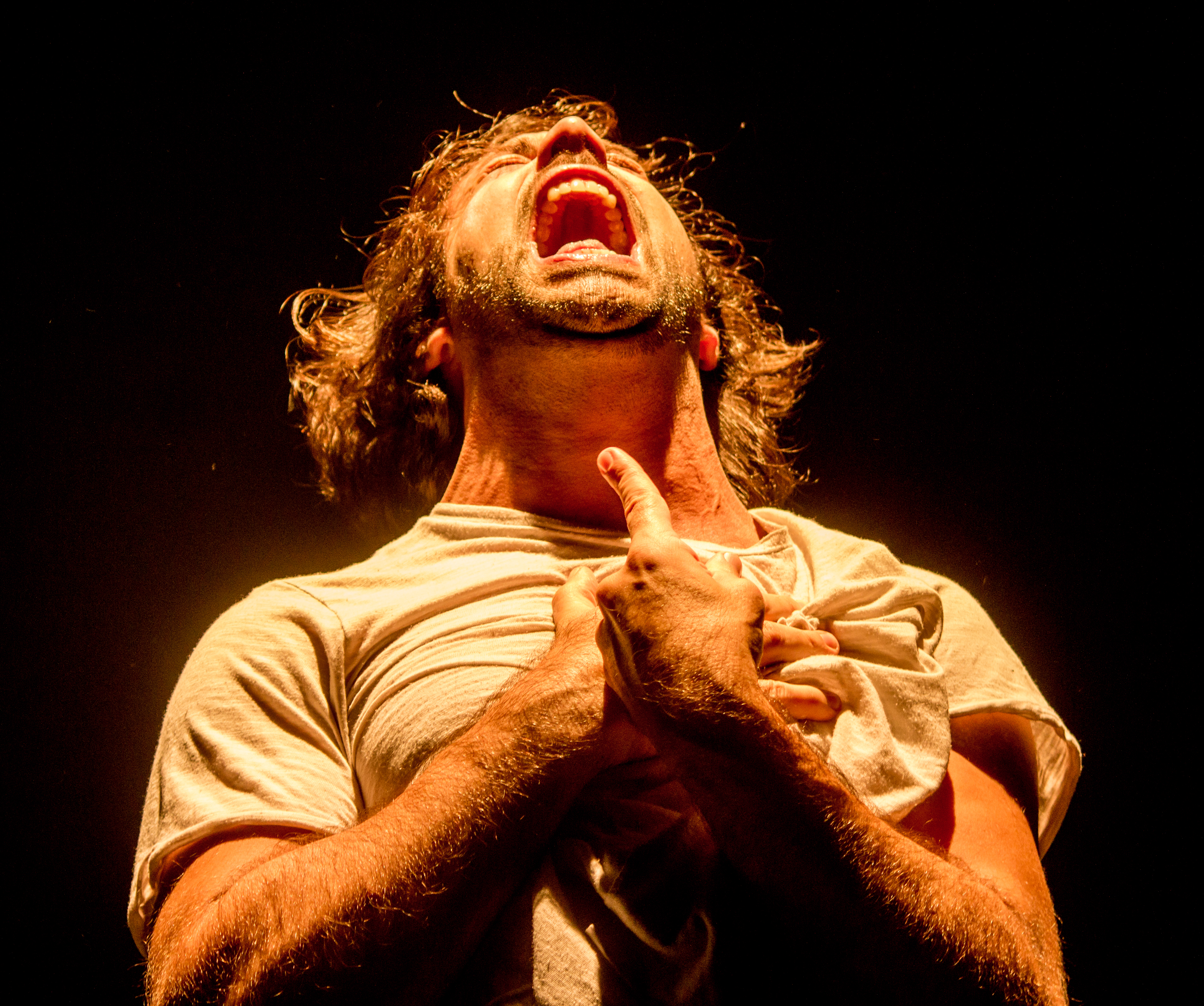

            Seu processo de escrita também tem encontrado bastante eco. Já são seis livros publicados, três dramaturgias, CÁRCERE, 4 ESTAÇÕES e IDENTIDADE(...); e três livros de contos, TRABALHADORES DE DOMINGO, ESSAS MOÇAS QUE ME CAUSAM VERTIGENS e MEU MUNDO IRREAL.
| Ano  | Título              |
| ---- | ------------------- |
| 2003 | Cartas de um Pirata |
| 2006 | Dias de Anestesia   |
| 2008 | Cárcere             |
| 2008 | H.E.R.Ó.I.S         |
| 2008 | Indizível           |
| 2012 | Identidade          |
| 2013 | 4 Estações          |
| 2019 | Hamlet Cancelado    |

LIVROS:
TRABALHADORES DE DOMINGO (contos)
ESSAS MOÇAS QUE ME CAUSAM VERTIGENS (contos)
CÁRCERE (dramaturgia - com Saulo Ribeiro)
IDENTIDADE (dramaturgia)
4 ESTAÇÕES (dramaturgia)

MEU MUNDO IRREAL (contos)